# Carlos López "Chaflán"
Carlos López y Valles (Durango, México; 4 de noviembre de 1887 - Tapachula, Chiapas; 13 de febrero de 1942) apodado popularmente como "Chaflán" fue un actor mexicano, uno de los primeros cómicos en alcanzar popularidad en la cinematografía mexicana.

## Biografía
Carlos López nació en la ciudad de Durango en 1887. Debutó como actor en los teatros del norte, en donde llegó a formar parte de diversas compañías antes de hacer su aparición en la Ciudad de México en el teatro principal. El mote de "Chaflán" le vino por su cara larga y estrecha, aunada a su peculiar bigote, que era postizo pues él era lampiño.
En 1929, mientras trabajaba para la compañía teatral de Roberto Soto, participó en la película silente El águila y el nopal, al lado del también cómico Joaquín Pardavé. A partir de entonces, comienza a ser requerido cada vez más en el cine, y participa en cintas memorables como El compadre Mendoza (1934), Vámonos con Pancho Villa (1935), El baúl macabro (1936), Allá en el Rancho Grande (1936), cinta que inauguraría la llamada "Época de Oro" del cine mexicano, La Zandunga (1936) primera incursión el cine mexicano de la diva Lupe Vélez, Los millones de Chaflán (1938), primera cinta que protagoniza y que marca el debut de Gloria Marín en el cine, y ¡Ay Jalisco, no te rajes! (1941), cinta consagratoria de Jorge Negrete y por la que Chaflán incluso cobró más que este.
Chaflán moriría ahogado en 1942 a sus 54 años mientras descansaba de una gira que hacía con su compañía en Tapachula, Chiapas, poco después de filmar la cinta Avalancha o Los emigrantes, títulos que se habían sugerido antes de ocurrir la muerte del actor; al final, esta se titularía La última aventura del Chaflán, y fue estrenada hasta 1945.

## Filmografía parcial
- La última aventura del Chaflán (1945)
- ¡Hasta que llovió en Sayula! (1941)
- ¡Ay Jalisco, no te rajes! (1941)
- Los millones de Chaflán (1938)
- Tierra Brava (1938)
- ¡Ora Ponciano! (1937)
- La Zandunga (1936)
- Allá en el Rancho Grande (1936)
- El baúl macabro (1936)
- ¡Vámonos con Pancho Villa! (1935)
- El compadre Mendoza (1934)
- El águila y el nopal